# Фосилізація

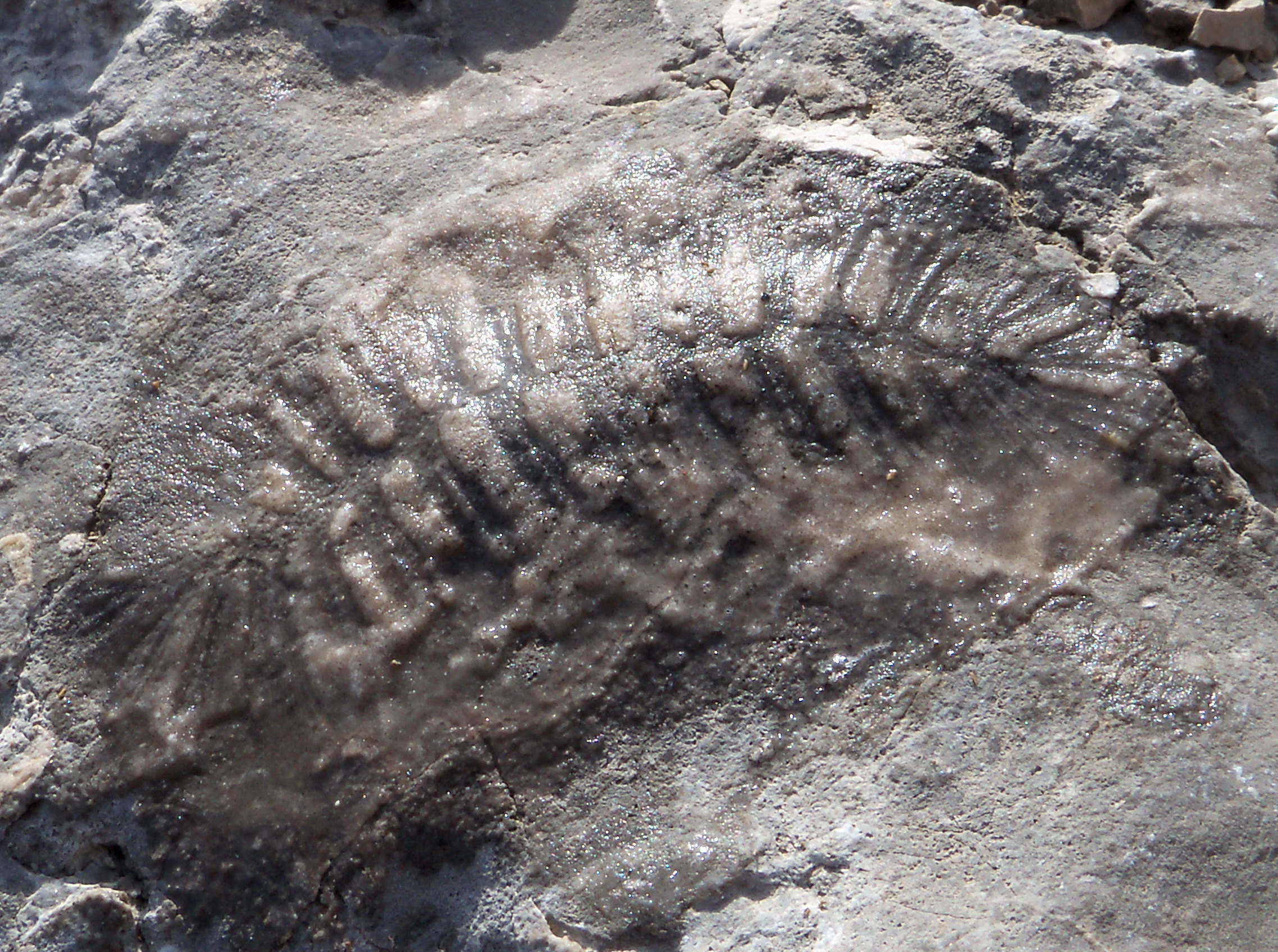
Скам'янілість, що виникла внаслідок фосилізації. (Крим, г. Перчем-Кая)

Фосиліза́ція (рос. фоссилизация, англ. fossilisation, нім. Fossilisation f) — процес переходу похованих решток організмів у викопний стан, перетворення компонентів біосфери в компоненти земної кори. Полягає в збереженні твердих частин організмів (кісток, черепашок) і в заміщенні видалених сполук мінеральними новоутвореннями.
Фосилізація — процес заміщення органічних речовин у похованих рештках тварин і рослин мінеральними речовинами, в результаті чого ці залишки з часом перетворюються на скам'янілості. Фосилізація — це перетворення компонентів біосфери у компоненти літосфери. Має місце при утворенні вугілля, нафти, ряду руд.
Синонім — скам'яніння.